# 刘氏 (张洪初妻)
刘氏，北魏荥阳郡京县（今河南省荥阳市东南）人，张洪初之妻。
刘氏十七岁，张洪初去世，遗腹生子，三岁就夭折了。她的公婆年老，她朝夕奉养，守礼无违。其兄可怜她年轻守寡，想要让她改嫁。刘氏发誓不从，就这样过了一生。